# Coelachne infirma
Coelachne infirma är en gräsart som beskrevs av Lodewijk Hendrik Buse. Coelachne infirma ingår i släktet Coelachne, och familjen gräs. Inga underarter finns listade i Catalogue of Life.